# Davalillo
Davalillo fue un poblado situado a orillas de la margen derecha del río Ebro, a 5 km del núcleo urbano de San Asensio, La Rioja (España) y a cuyo municipio pertenecen sus antiguos terrenos y los elementos que todavía se conservan, como son un castillo y una ermita.

## Historia
Aparece por primera vez en escrituras de donación de finales del siglo XI. Como las realizadas en 1078 por el señor Fortún Albaroz y su mujer Toda, que entregaban el monasterio de San Asensio (posiblemente situado en el actual San Asensio) al monasterio de San Millán de la Cogolla o las de Aznar Aznárez en 1096, que entregaban de nuevo a San Millán unas fincas en Montalvo (Torremontalbo).
En el siglo XII, María López donó al monasterio de Santa María la Real de Nájera, el monasterio de San Miguel de Davaliellos.
Alfonso X el Sabio hizo aumentar la importancia de este poblado, al donarle cerca de 1253 el lugar de San Asensio, para que lo poblasen sus vecinos, una vez que se lo había tomado al monasterio de San Millán a cambio de las exención de impuestos en la extracción de sal en Salinas de Añana. Es probable que también le concediese el fuero de Haro.
En 1237 aparece entre las parroquias pertenecientes a la diócesis de Calahorra y la Calzada, Arziprestazgo de Nájera, pero San Asensio no.
Martín Pérez acudió en 1315 a las Cortes de Castilla convocadas en Burgos como procurador de Davalillo.
El 6 de agosto de 1358 formó parte en Haro, de la junta de los principales pueblos próximos: Vitoria, Logroño, Nájera, Santo Domingo de la Calzada, Miranda de Ebro, Treviño, Briones, Labastida, Salinillas de Buradón, Portillo, Salinas de Añana, La Puebla de Arganzón, Peñacerrada y Santa Cruz de Campezo, para unirse y auxiliarse contra los malhechores o poderosos, formando las Ordenanzas.
Tras la primera guerra civil castellana entre Pedro I el Cruel y Enrique de Trastamara, La Rioja se divide en señoríos y comienza el declive de Davalillo.
En 1389, Juan I de Castilla donó la villa a Sancho López de Puelles, mientras el castillo se encontraba en manos de los Manrique.
En 1465 Davalillo y San Asensio fueron adquiridos por María Enríquez, de la familia de los Velasco, encontrándose esta familia muy enfrentada con los Manrique, tenentes del Castillo de Davalillo, lo que motivaría el refuerzo de la cerca de la villa de San Asensio.
Debido a las pugnas entre los tenentes del castillo y los señores de la villa, que provocaba grandes problemas en la zona, se fue produciendo una progresiva despoblación de Davalillo y el aumento de la de San Asensio, quedando esto evidenciado en el reparto de tributo de monedas y pedidos, realizado por Enrique IV en 1462, en el que Davalillo contribuía con 333 maravedís y San Asensio con 720.

## Elementos conservados
- Castillo de Davalillo, situado en un cerro.
- Ermita de Nuestra Señora de Davalillo: es una construcción del siglo XVI con añadidos barrocos de 1700. Fue su iglesia parroquial hasta su despoblación. En la remodelación realizada en 1973 se perdieron parte de sus dependencias. En su interior destaca el Retablo Mayor de estilo rococó, construido a mediados del siglo XVIII aunque cuenta con imaginería moderna.
- Junto a la ermita hay una necrópolis medieval en buen estado de conservación.

Davalillo
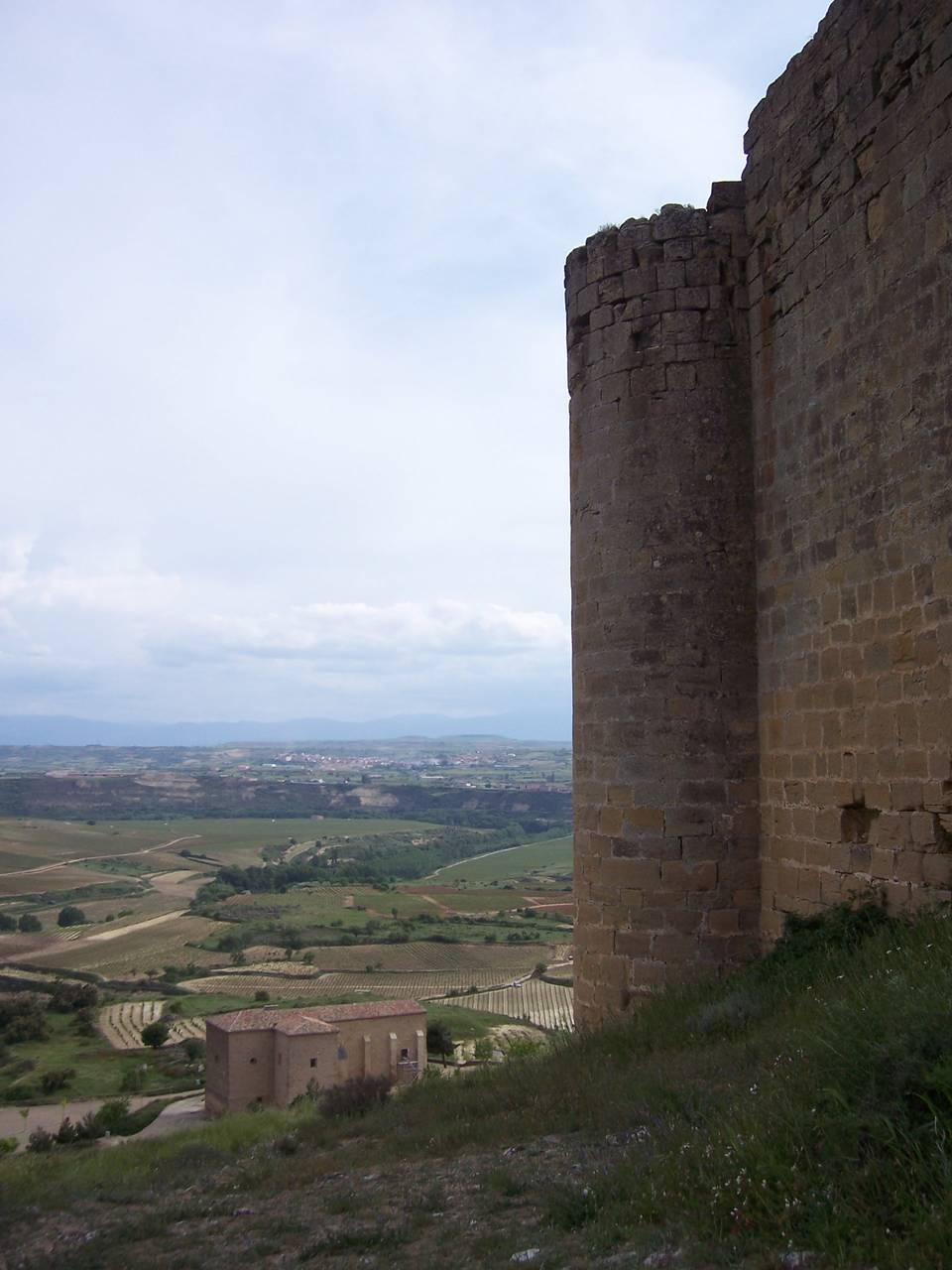
Muralla del Castillo, ermita de Nuestra Señora de Davalillo y San Asensio al fondo.
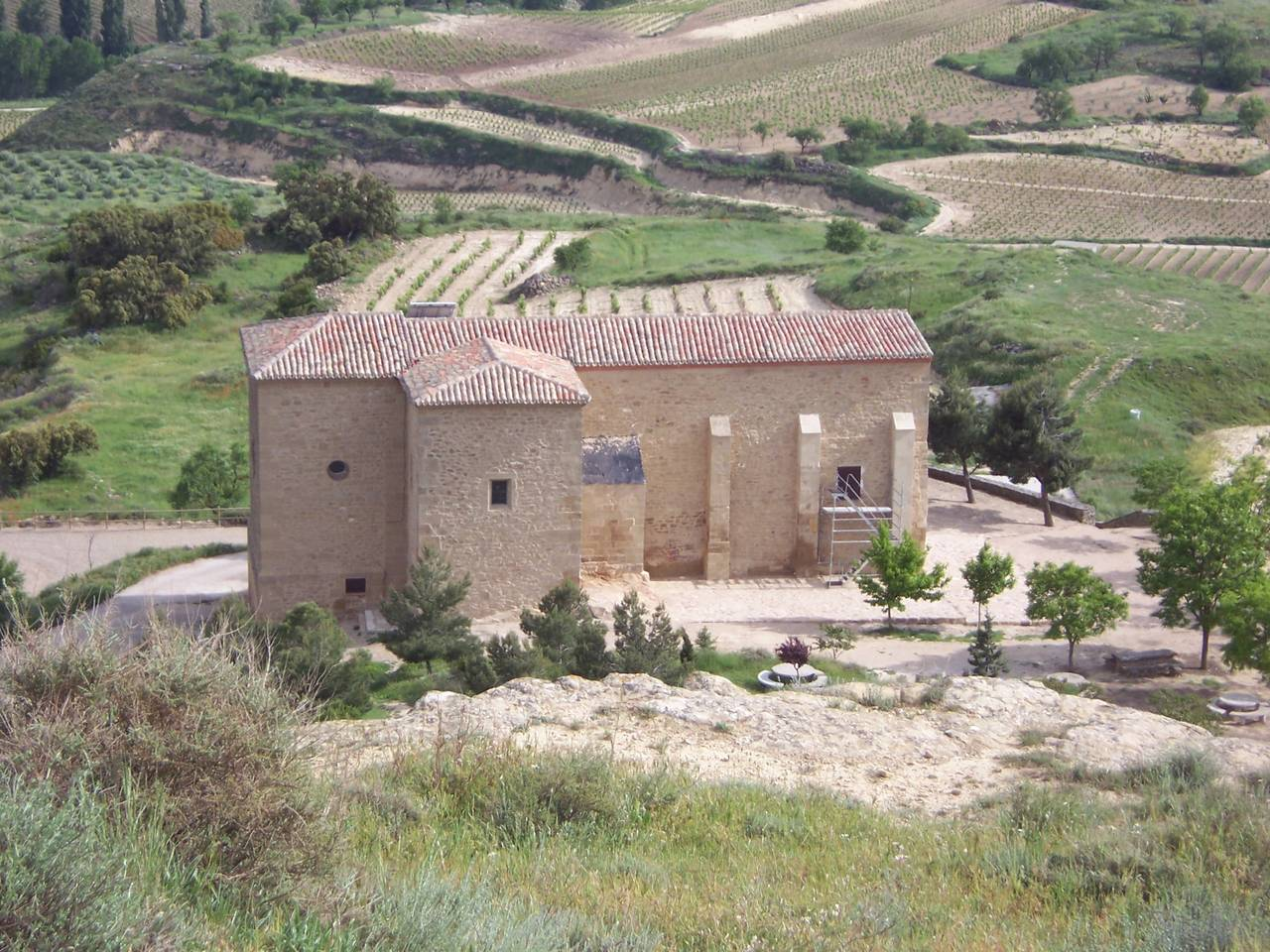
Ermita de Nuestra Señora de Davalillo.
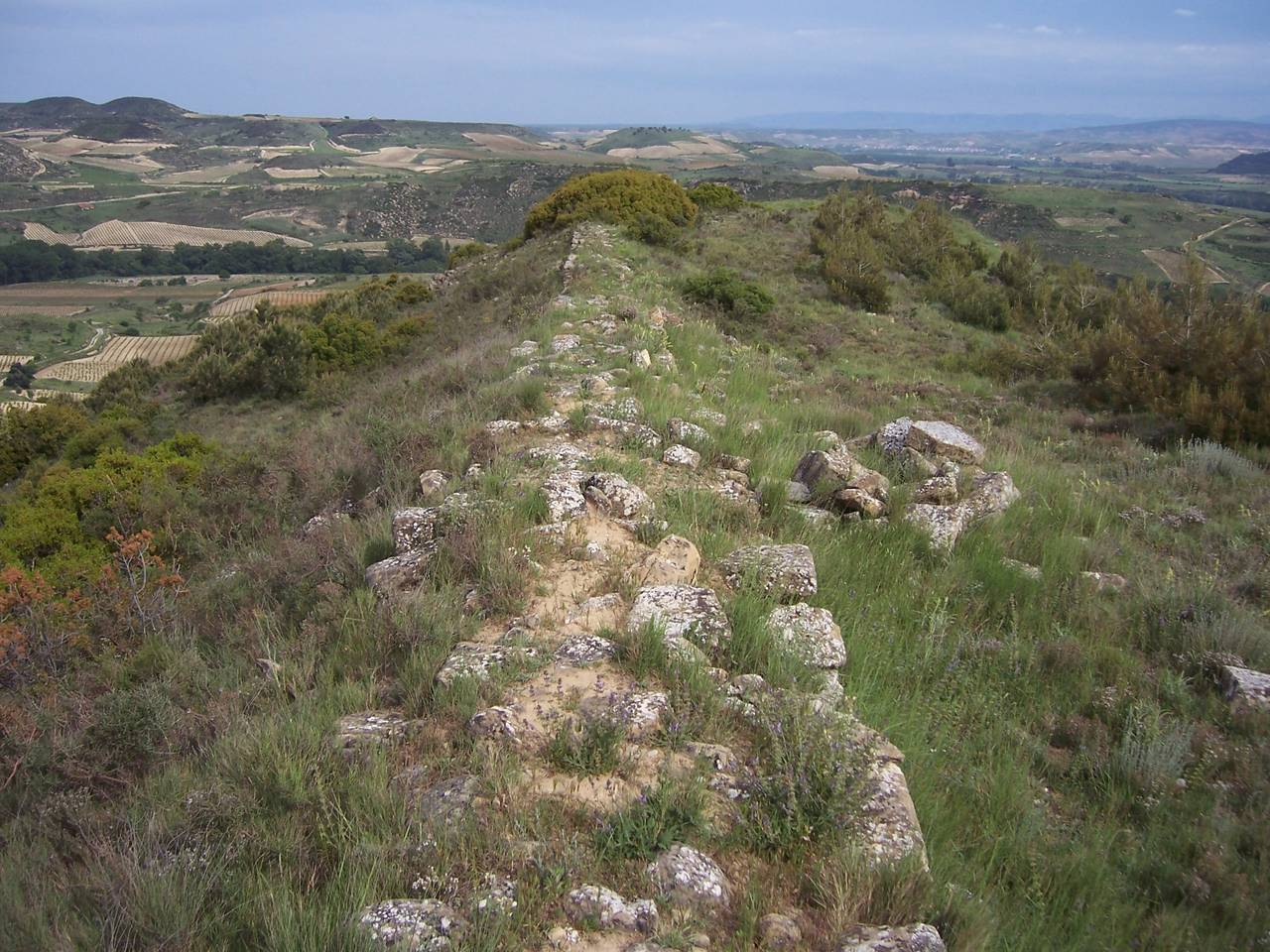
Restos de muro de piedra junto al Castillo de Davalillo que podría haber rodeado el poblado de Davalillo.